# Олексіївка (Курманський район)
Олексі́ївка (до 1945 року — Ескі́-Алі́-Кєч, крим. Eski Ali Keç) — село Курманського району Автономної Республіки Крим.

## Назва
Кримськотатарькою eski — старий; ali — високий, піднесений, величний; також чоловіче ім'я; keç — пізно, пізній.
Радянська назва села походить від льотчика Алексєєва, чиї останки поховані в селі.

## Опис
Відстань від райцентру до населеного пункта становить 53 кілометрів по прямій.
Розташоване за 40 км на північ від селища Первомайське, за 50 км від залізничної станції Воїнка, у західній частині району на піднесеному плато; найбільш високою точкою є східна частина.
Територія розчленована на безліч балок з навколишніми крутими схилами.
Площадь 170 га, у тому числі ч.: рілля 13 тис., вигонів 8 тис. га.
Населення 987 осіб, кількість дворів 260. Найбільшою проблемою у селі є питна вода.
На території ради розташовані загальноосвітня школа, Будинок культури, 2 фельдшерско-акушерські пункти, магазин, пошта. До російської окупації проводилася робота з реконструкції у допостачання разом із програмою розвитку інтеграції Криму (ПРІК) ООН. Розорана земля площею 5 га для закладення нового парку.

### Мова
Розподіл населення за рідною мовою за даними перепису 2001 року:
| Мова              | Відсоток |
| ----------------- | -------- |
| українська        | 17.19 %  |
| кримськотатарська | 26.63 %  |
| російська         | 54.34 %  |
| інші              | 0.61 %   |

## Історія
Поблизу Олексіївки виявлено залишки поселення доби неоліту.
В останній період Кримського ханства Алікєч входив до кадилика Самарчик Перекопського каймаканства, перша документальна згадка селища зустрічається в Камеральному Описі Криму 1784 року.
За Відомістю про волості і селища, в Євпаторійському повіті зі свідченням кількості дворів і душ ... від 19 квітня 1806 ще в селі Алікєч було 8 дворів і 45 жителів кримських татар. Згодом Алі-Кеч вже враховувалося, як 2 окремі села: власне Ескі-Алі-Кеч та Єні-Алі-Кеч. 
За Статистичним довідником Таврійської губернії. Ч.II-я. Статистичний нарис, випуск п'ятий Євпаторійський повіт, 1915 рік, в селі Ескі-Алі-Кеч Коджамбакської волості Євпаторійського повіту було 40 дворів (усі двори з землею) з кримськотатарським населенням у кількості 208 осіб приписних мешканців та 42 — «сторонніх», з яких 145 чоловіків та 105 жінок. Жителі володіли 1040 десятинами зручної землі. У господарствах було 144 коні, 45 волів, 45 корів та 846 голів дрібної худоби.
За Списком населених пунктів Кримської АРСР по Всесоюзному перепису 17 грудня 1926 року, в селі числилося 58 дворів, всі селянські, населення становило 288 осіб, з них 287 кримських татар та 1 росіянин, діяла кримськотатарська школа.
У 1932 році утворено радгосп імені Кірова.
18 травня кримські татари з села були депортовані до Центральної Азії, а 21 серпня 1945 року Указом Президії Верховної Ради РРФСР Ескі-Алікеч було перейменовано на Олексіївку.
У 1966 р. утворено радгосп «Олексіївський» на базі колишнього радгоспу імені Кірова (перший директор І. А. Дзюбан). На території радгоспу було розташовано три населені пункти, 28 кошар.
У 1997 р. радгосп «Олексіївський» реорганізований у 12 самостійних господарств. Кожне підприємство живе самостійним життям.